# Top Disney
Top Disney fue una revista infantil publicada por Ediciones B entre 1996 y 1999, con 29 números publicados.
Top Disney supuso la irrupción en España de un nuevo concepto de revista infantil y juvenil, alejada ya del clásico tebeo, pues las historietas perdían su protagonismo a favor de secciones informativas centradas en los videojuegos o la televisión. La misma Ediciones B prolongó esta línea, siempre bajo la dirección de Carlos Santamaría Martínez, con Minnie Disney (1996-1999), Mega Top (1999-2005), Súper Mini (1999-2005) y Top Cómic Mortadelo (2002-presente), mientras que Norma Editorial lanzaba ¡Dibus! (2000-2015).